# Radium Palace
Radium Palace je lázeňská budova v Jáchymově v okrese Karlovy Vary v Karlovarském kraji, postavená v letech 1910–1912 pro kapacitní nedostatečnost Lázeňské budovy (dnešní Agricola) na místě původního zájezdního hostince. V roce 1929 byly ještě realizovány terasy s balustrádami, arkádami a drobnými plastikami v duchu nového baroka. Budova je od roku 1994 chráněna jako kulturní památka České republiky.

## Historie

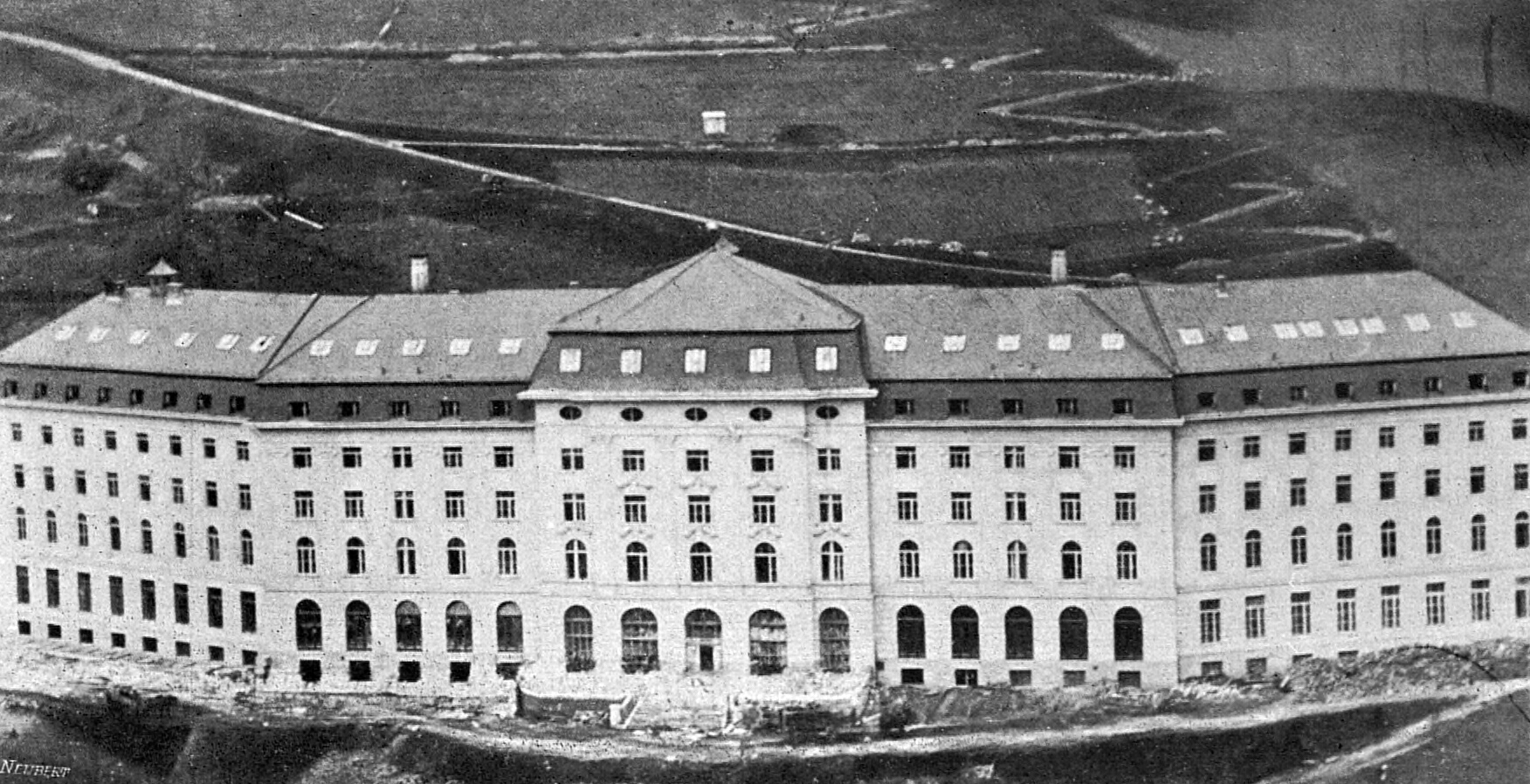
Radium Palace v roce 1912

Budova byla stavěna podle projektu vídeňského architekta Gustava Flesch-Brunningena v letech 1910–1912. Stavbu vedl stavitel Burian. Celkové náklady dosáhly 13 milionů korun.
Hotel byl vybudován pro exkluzivní mezinárodní společnost a byl hodnocen jako jeden z deseti nejluxusnějších hotelů Evropy.[zdroj?] Samozřejmostí byla tekoucí studená i teplá voda na každém pokoji, telefon, elektrosignalizace a v přízemí přepychové společenské prostory.
První světová válka znamenala citelný úbytek hostů. Z 2470 v roce 1913 klesl jejich počet na 963 v roce 1918. Po vzniku samostatného Československa koupil hotel, společně s jeho depandancí –⁠⁠⁠⁠⁠⁠ dnešním hotelem Praha –⁠⁠⁠⁠⁠⁠ Angličan Oury. Ten ale v roce 1921 zkrachoval a Radium Palace byl uzavřen, fungovala pouze Praha. V roce 1922 celé lázně převzal stát.

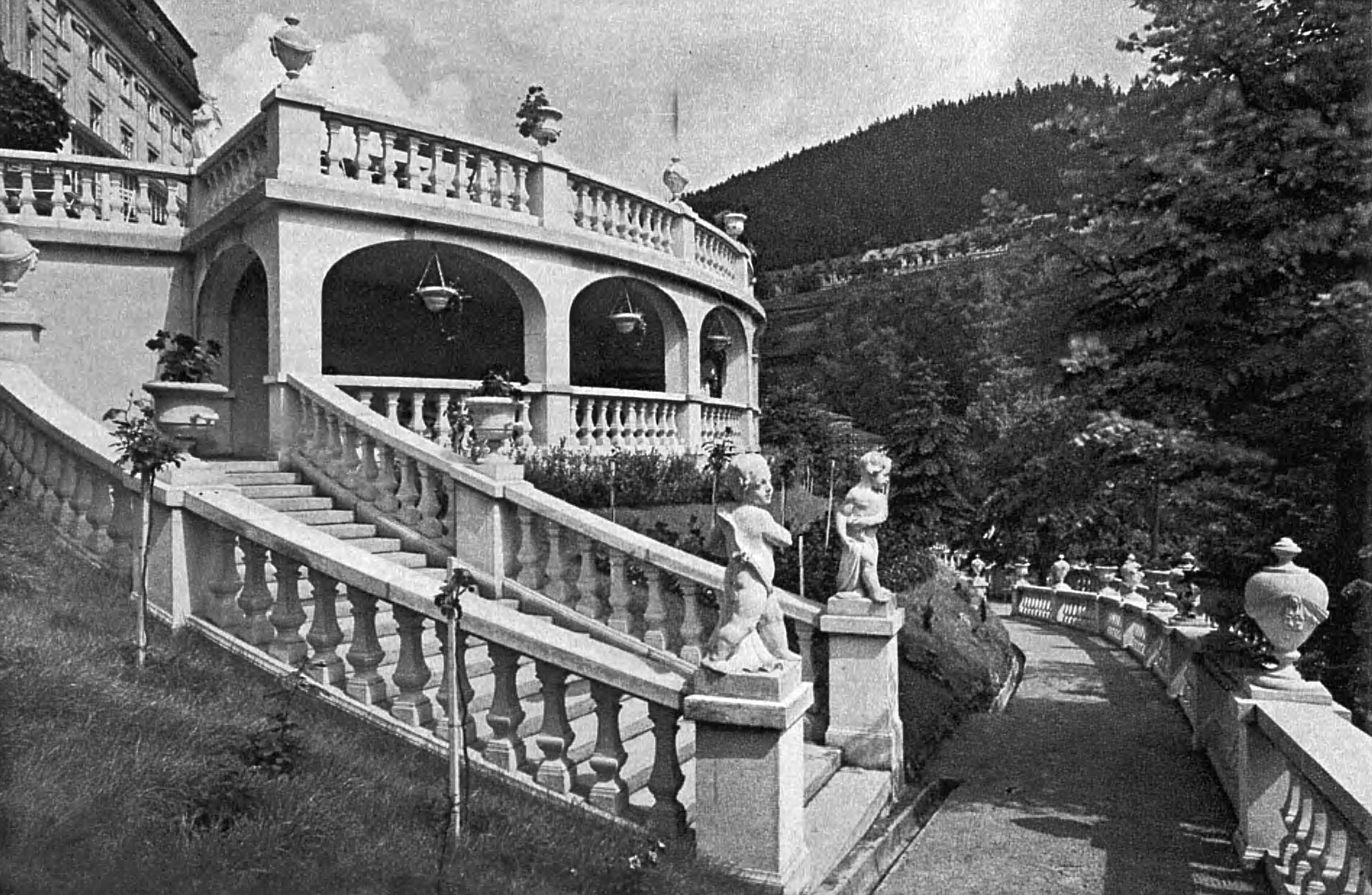
Zahradní terasa s kolonádou (1932)

Roku 1924 byl Radium Palace pronajat hoteliérům Jaroslavu Urbanovi a Karlu Šroubkovi. Ti za státní podpory v roce 1929 provedli velkorysou úpravu prostoru mezi Radium Palace a silnicí do Jáchymova. Vybudovali zde promenádní schodiště s terasou a balustrádami. V tomtéž roce také vybudovali Lesní kavárnu s tenisovými kurty. Vše se projevilo i na návštěvnosti. V roce 1925 přijelo 4148 hostů, v roce 1930 již 9000.
Na podzim 1938 po Mnichovu převzalo lázně nacistické Německo. Zpočátku město fungovalo jako lázeňské středisko, ale po vypuknutí druhé světové války byly lázně uzavřeny. Radium Palace se změnil na pobočku berlínské nemocnice. V roce 1945 lázně převzal stát v katastrofálním stavu. Např. hotelové vybavení bylo sváženo ze soukromých domů z širokého okolí.
Poslední rekonstrukce proběhla v roce 1998.

## Galerie

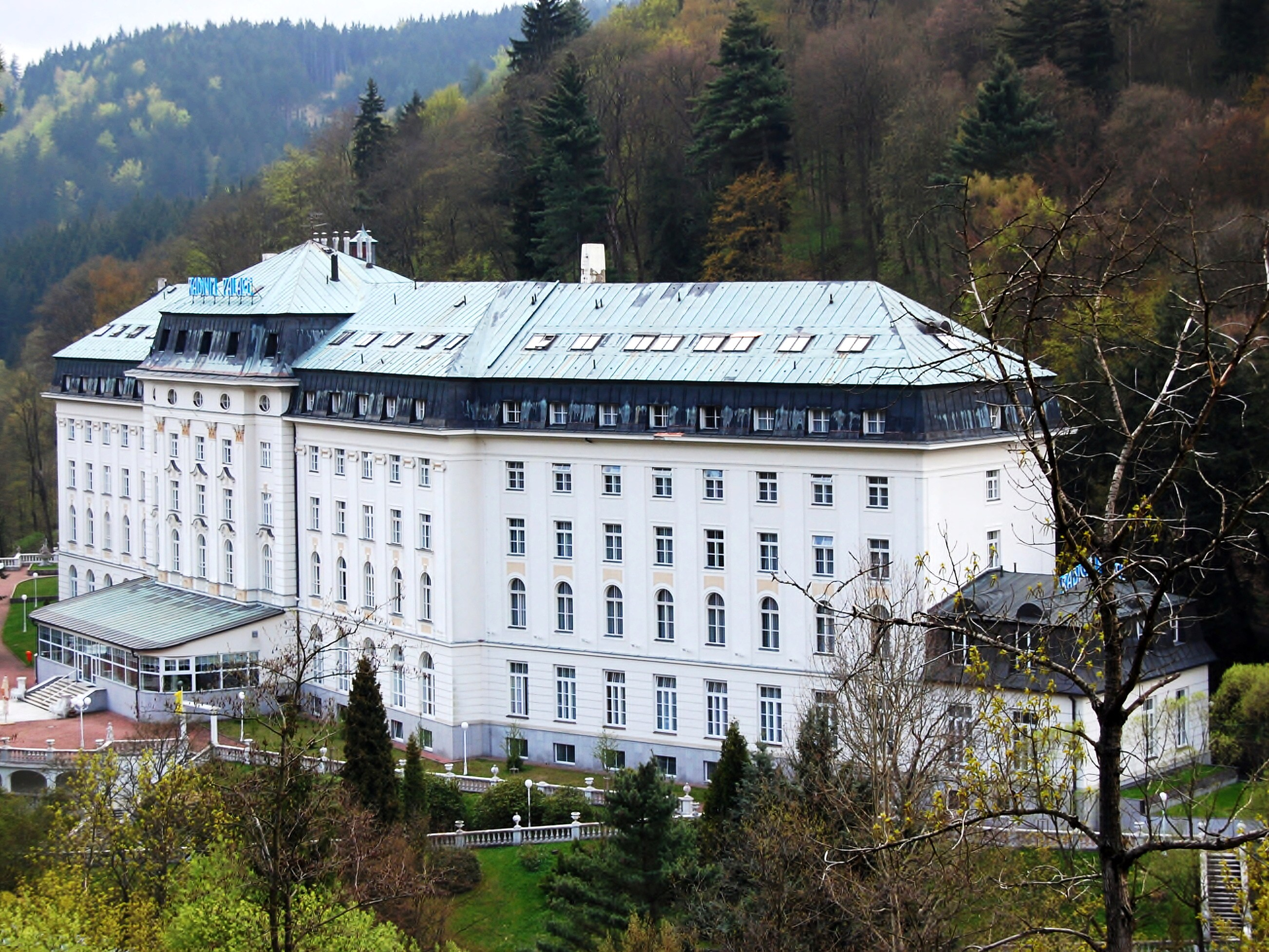
Pohled z protějšího svahu
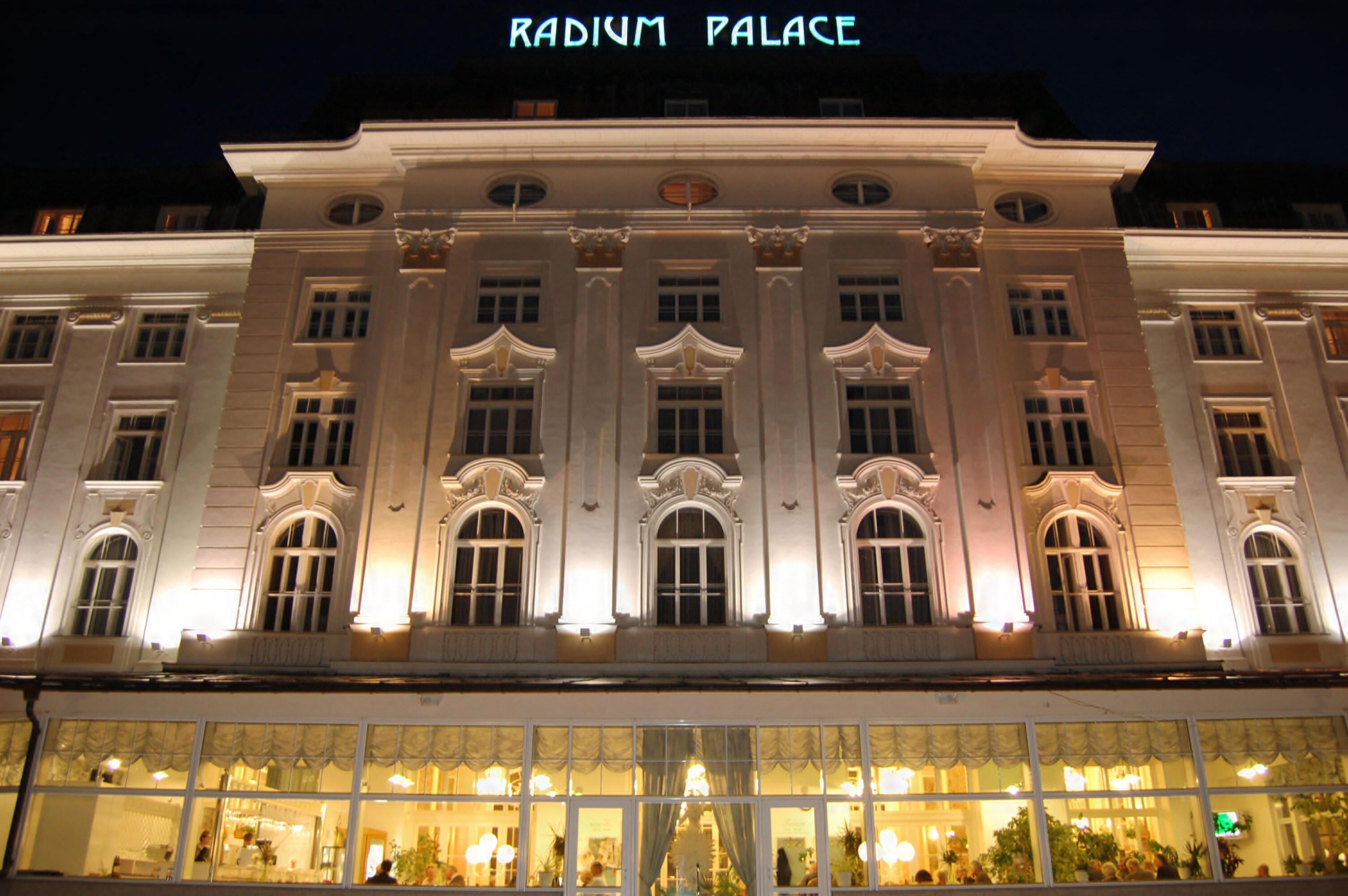
Noční osvětlení průčelí
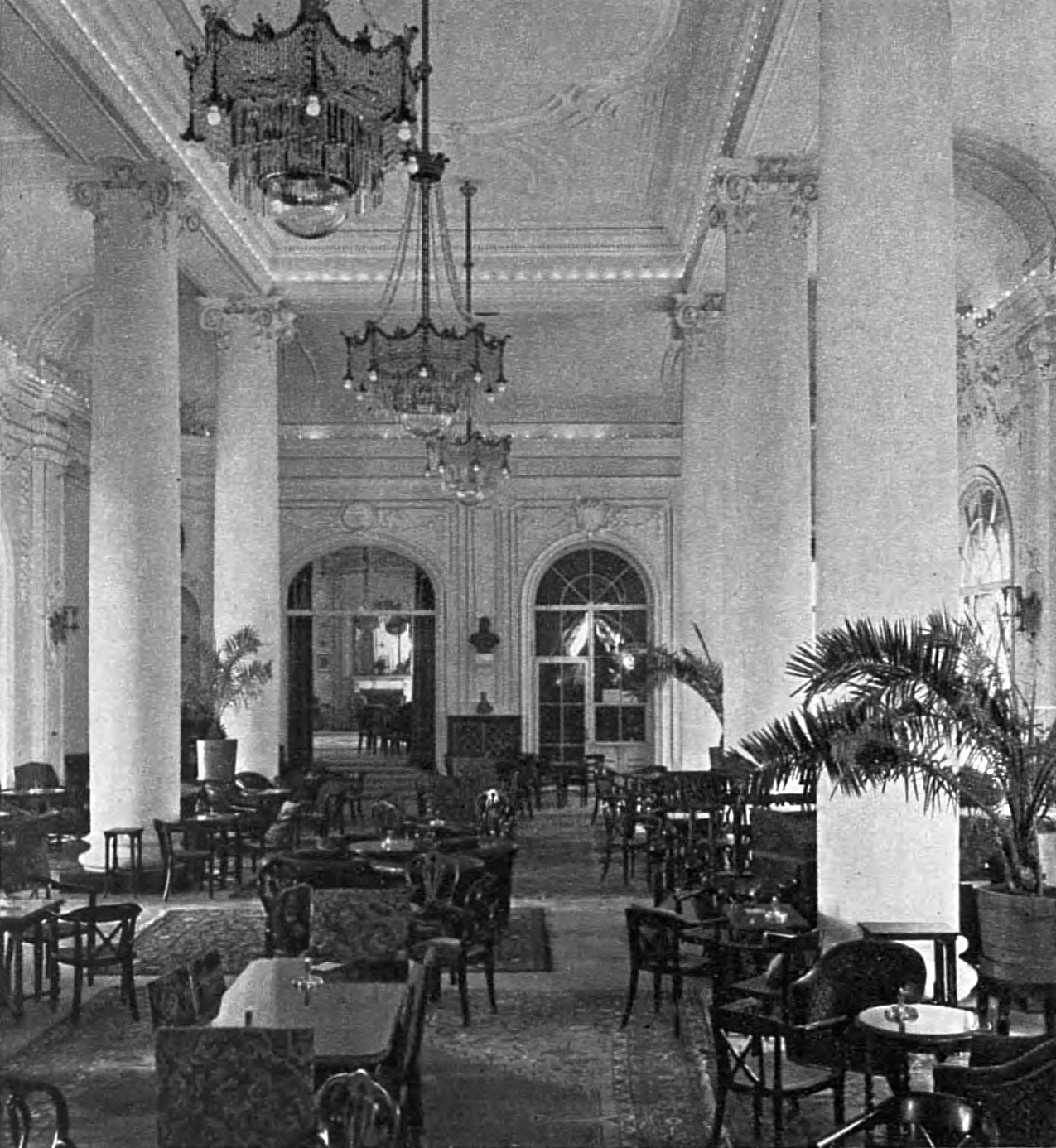
Dvorana (1932)
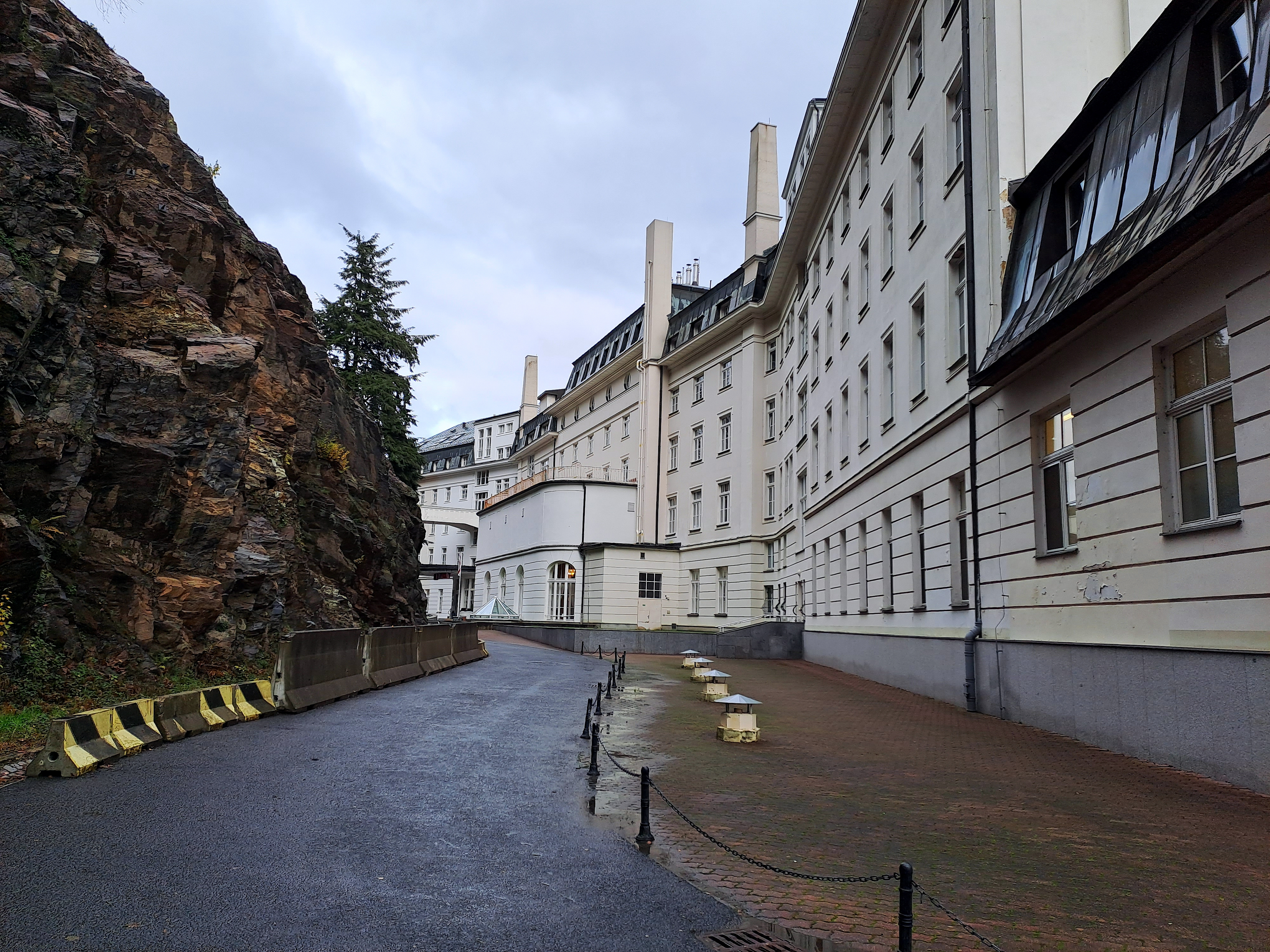
Zadní trakt
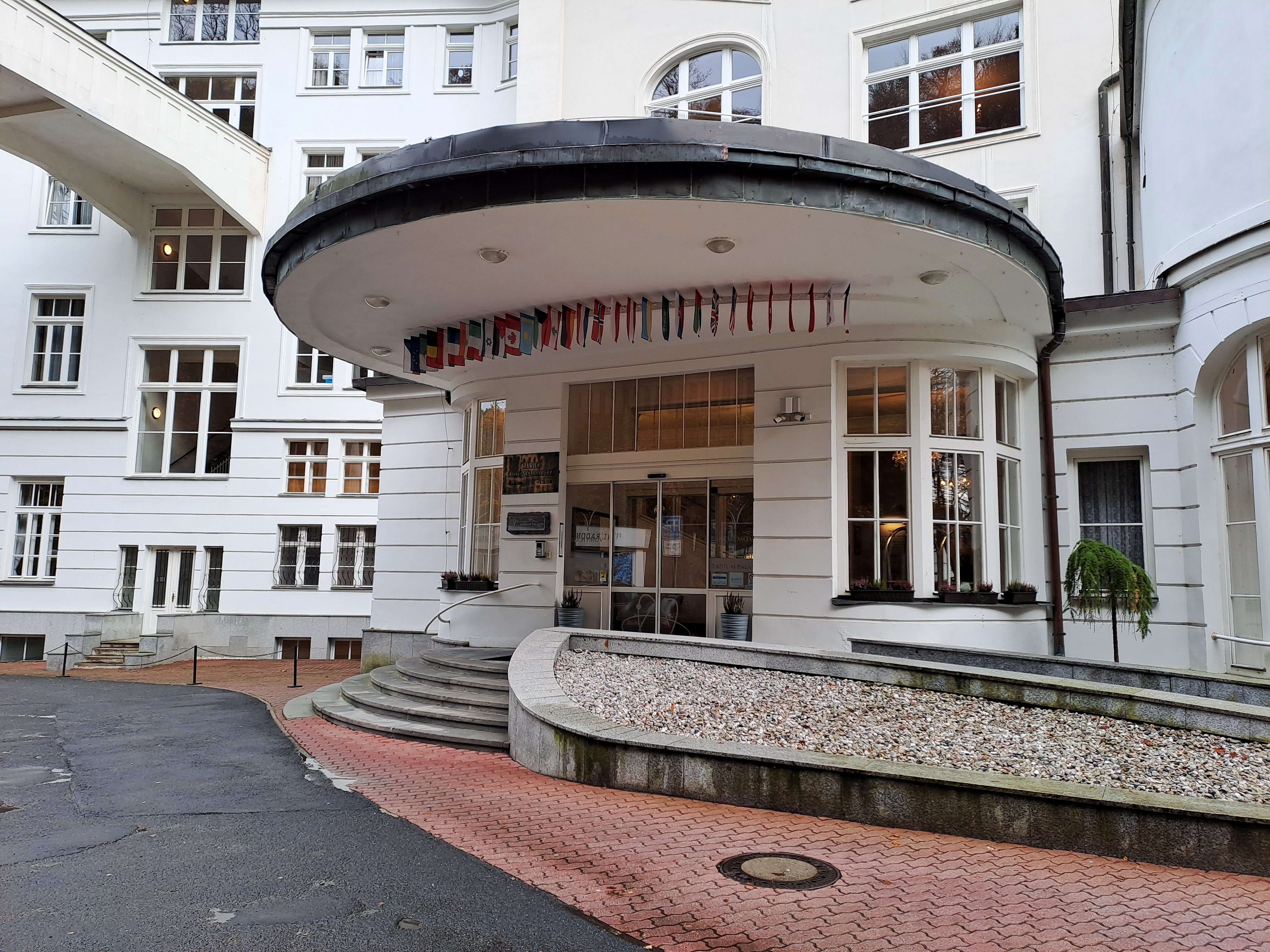
Vchod
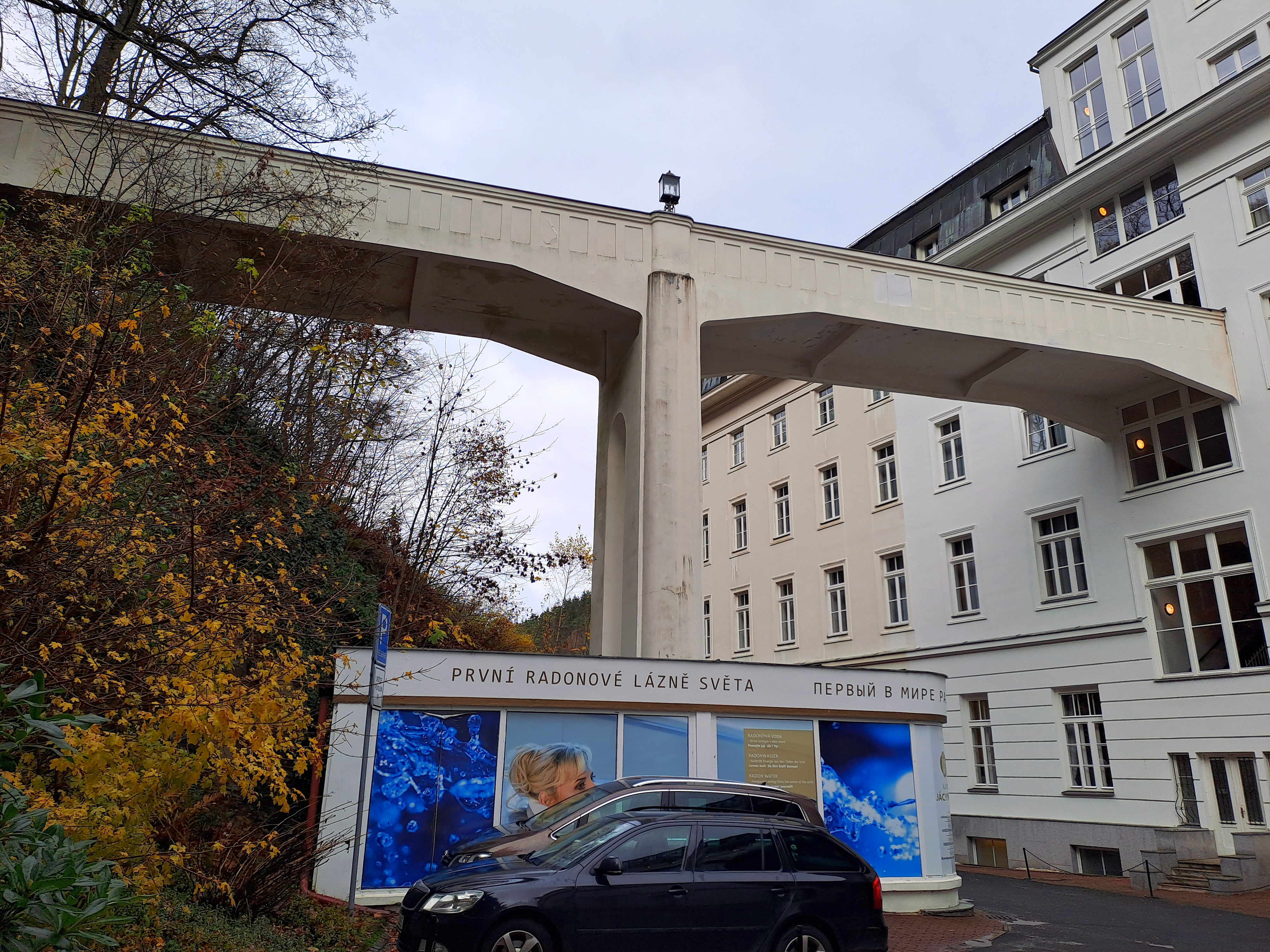
Lávka
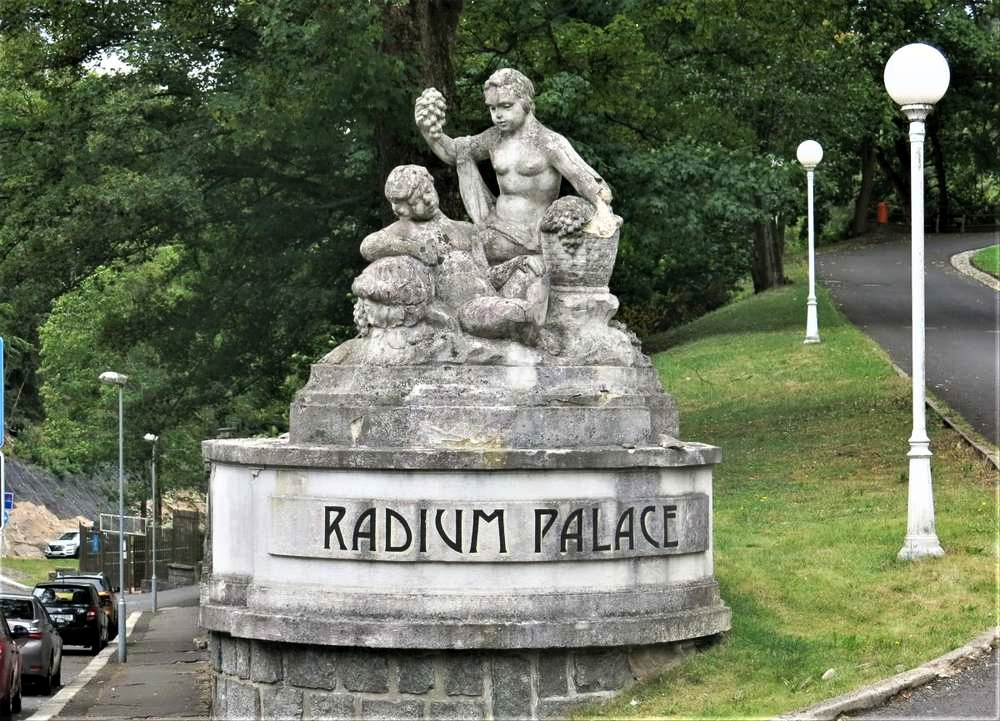
Sousoší puttů u vjezdu
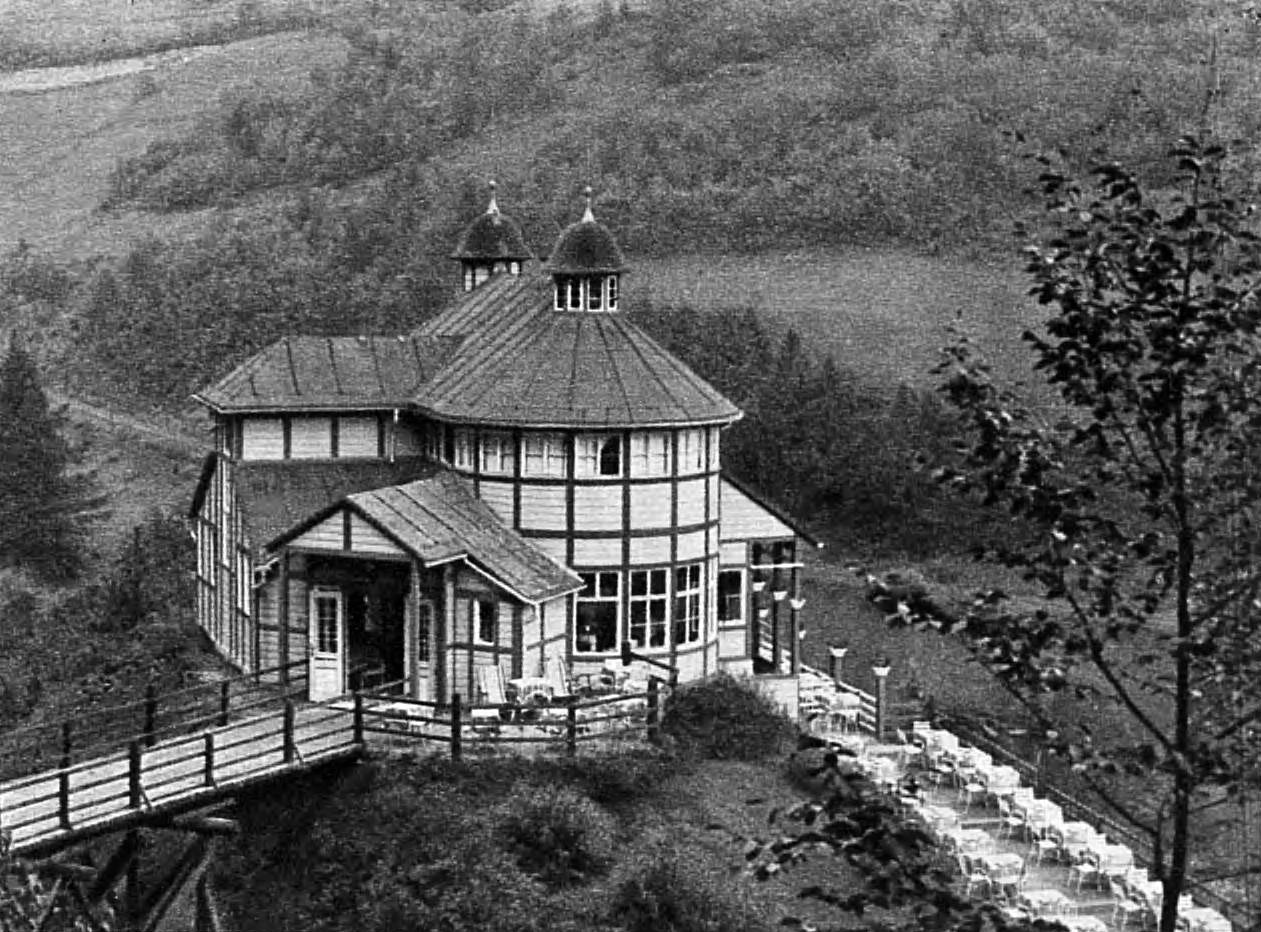
Lesní kavárna (1932)